# 17962 Andrewherron
17962 Andrewherron (1999 JD37) là một tiểu hành tinh vành đai chính được phát hiện ngày 10 tháng 5 năm 1999 bởi nhóm nghiên cứu tiểu hành tinh gần Trái Đất phòng thí nghiệm Lincoln ở Socorro.